# Johannes Dorn
Johannes Dorn (* 25. August 1853 in Haid, heute Ortsteil von Trochtelfingen; † 23. März 1925 ebenda) war ein Landwirt und Amateur-Archäologe.

## Leben und Wirken
Johannes Dorn wurde 1853 in dem Weiler Haid bei Trochtelfingen an der nördlichen Landesgrenze von Hohenzollern als Sohn des Landwirts Joachim Dorn (1823–1900) geboren. Die Haid zwischen Trochtelfingen und Großengstingen war im 19. Jahrhundert eine weite, parkähnliche Landschaft, geformt von extensiver Weidewirtschaft auf Almendebesitz. Hier gab es eine Vielzahl vorgeschichtlicher Reihengräber und Grabhügel, die um die Mitte des 19. Jahrhunderts in den Blick der aufblühenden Altertumsforschung kamen. Graf Wilhelm von Württemberg, der Erbauer von Schloss Lichtenstein, ließ unter der Aufsicht seines Bauleiters Michael Aberle (1815–1898) aus Söflingen die Grabhügel in der näheren Umgebung auf Fundstücke für seine private Sammlung durchsuchen, die auf Schloss Lichtenstein seit den 1850er Jahren eingerichtet wurde. Als besonders ergiebig erwies sich die Haid zwischen Großengstingen und Trochtelfingen, nur wenige Wegstunden vom Schloss entfernt. Bereits im Geburtsjahr von Johannes Dorn 1853 ist sein Vater als Grabungsarbeiter im Dienste des Grafen nachzuweisen, und offenbar nutzte dieser die Nebenerwerbsmöglichkeit auch in den folgenden Jahren, wobei der Sohn bereits in jungen Jahren den Vater zu den Grabungen begleitete. 1864 stieß der neu nach Großengstingen gekommene junge Lehrer Eberhard Gfröreis zum gräflichen Grabungsteam, der später die Sammlung auf dem Lichtenstein inventarisiert hat.
1877 wurde Johannes Dorn erstmals als Grabungshelfer bei einer Hügelöffnung unter der Leitung Gfröreis’ erwähnt, der inzwischen auch auf eigene Rechnung als Ausgräber auf der Haid tätig war und die Funde an private Sammler und Museen veräußerte. Seit dem Jahr 1884 führte Dorn seine Grabungen im Auftrag des ehemaligen Senatspräsidenten am Oberlandesgericht Stuttgart und Altertumsforschers Julius von Föhr (1819–1888) durch, sowohl auf der Haid als auch im Bereich der Zollernalb. Nach von Föhrs Tod arbeitete Dorn für die Altertümersammlung in Stuttgart; bis 1899 veräußerte er nahezu alle weiteren Funde an die württembergische Staatssammlung und grub auch mehrfach in deren Auftrag. Maßgeblich für diese Verbindung war offenbar der gute „Draht“ zu Eduard Paulus, der zwischen 1873 und 1899 als Landeskonservator in Württemberg tätig war und von 1892 bis 1899 in Personalunion der Königlichen Altertümersammlung vorstand. Weit über 150 Grabhügel und mehrere Reihengräberfelder wurden in dieser Zeit durch Dorn ergraben. Zwischen 1891 und 1896 untersuchte er unter anderem zahlreiche Grabhügel im heutigen Zollernalbkreis und barg in erster Linie Bronze- und Bernsteinschmuck sowie verzierte Tongefäße. Aufsehen erregten Dorns Funde bei Grabungen in den bronze- und eisenzeitlichen Nekropolen von Nehren und Dußlingen in den Jahren 1895 und 1896, wo reich ausgestattete Gräber zum Teil auch Goldschmuck enthielten. Daneben arbeitete Dorn mit dem Stuttgarter Anthropologen Hermann Hölder zusammen, dem er Knochenfunde aus seinen Grabungen zur Verfügung stellte.

Vom 12. Dezember 1901 bis zum 20. Januar 1902 untersuchte Dorn mit vier Grabungsarbeitern ein seit längerem bekanntes Reihengräberfeld in Gammertingen. 

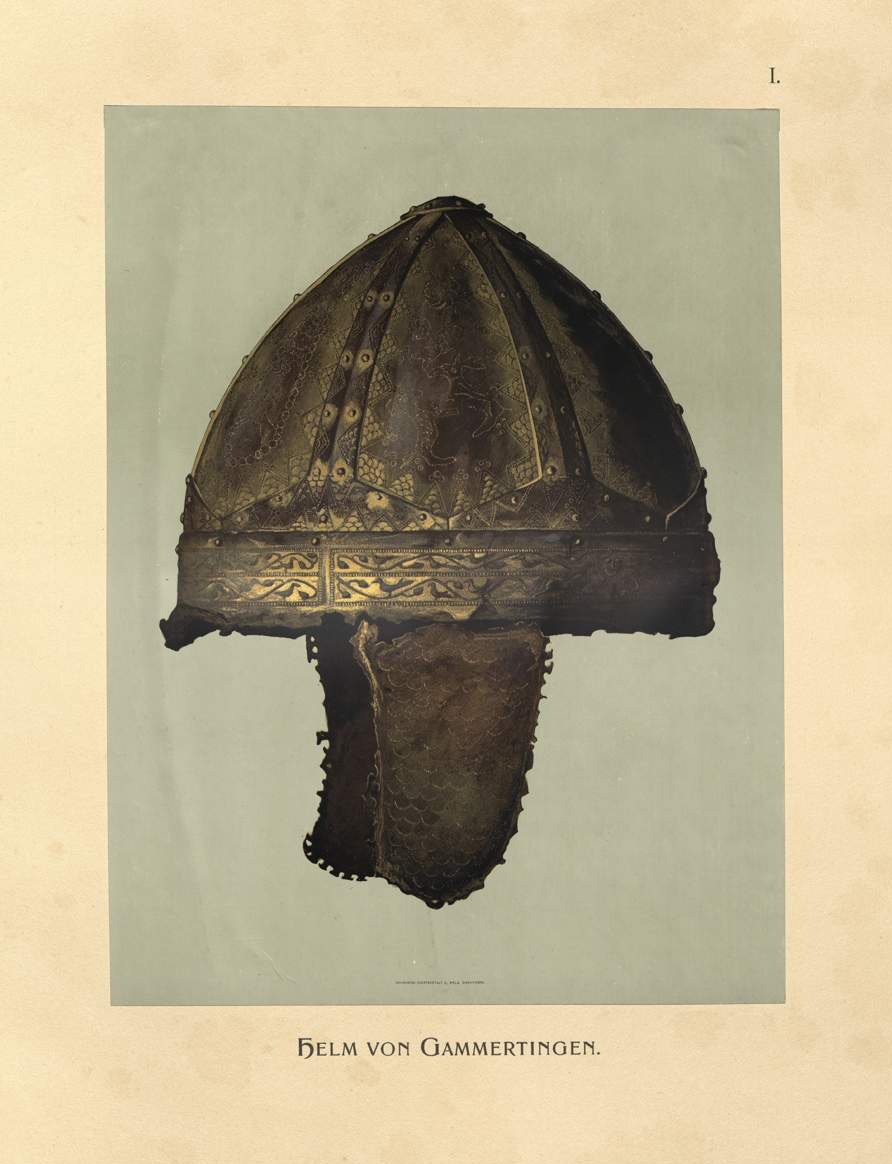
Helm von Gammertingen

Mit der Entdeckung und Bergung des einzigartigen Fürstengrabes, das neben vielen anderen Beigaben ein eisernes Kettenhemd und einen goldverzierten Prunkhelm enthielt, gelang ihm ein Aufsehen erregender Fund, der ihn über die Landesgrenzen hinaus bekannt machte. Der Fund wurde für die Fürstlichen Sammlungen in Sigmaringen erworben, deren Direktor Johann Walter Gröbbels (1853–1940) das außergewöhnliche Grab in Berlin persönlich seinem hohenzollerisch-preußischen Landesherrn Kaiser Wilhelm II. präsentierte und den Reihengräberfund von Gammertingen 1905 mit einer reich illustrierten Prachtpublikation veröffentlichte. Bereits 1904 hatte Johannes Dorn unter Verweis auf seinen Gammertinger Fund dem Berliner Völkerkundemuseum Ausgrabungsfunde aus seinem Fundus zum Kauf angeboten. Begleitet von einer umfangreichen Korrespondenz lieferte Dorn zum Teil umfangreiche Grabhügelfunde nach Berlin, während die Stuttgarter Kontakte nach der Pensionierung von Paulus eingeschlafen waren.
1905 übernahm Peter Goessler die Leitung der Altertümersammlung in Stuttgart. Er kritisierte Dorns Tätigkeit als Ausgräber von Bodenaltertümern mit grundsätzlichen Argumenten und versuchte, den Bauern von der Haid als habgierigen Dilettanten darzustellen. Goessler war durch Ausgrabungen mit Wilhelm Dörpfeld in Griechenland mit den neuesten Grabungstechniken und Dokumentationsmethoden vertraut; ihm galten die routinierten Fundbergungsverfahren Dorns als völlig unwissenschaftlich. Indessen ist nicht zu übersehen, dass bei dem Versuch, Dorn auszubooten, auch die Konkurrenz um die besten Fundplatze eine Rolle spielte, denn Dorns Grabungen waren durchaus nicht illegal, und das Museum in Sigmaringen und die im Aufbau befindliche Hohenzollerische Landessammlung waren für Neuzugänge stets aufgeschlossen. So griff auch Goessler zu, als Dorn der Staatssammlung in Stuttgart 1912 erstmals nach Jahren wieder einen reichen bronzezeitlichen Grabfund aus Mägerkingen zum Kauf anbot.
Der Erste Weltkrieg unterbrach Dorns archäologische Unternehmungen. Vor dem Krieg hatte er eine Lohndrescherei betrieben und mithilfe seiner Söhne drei mobile Dampfdreschmaschinen im Einsatz. Nachdem die Söhne eingezogen worden waren, musste sich Dorn nun selbst um die Landwirtschaft und den Familienunterhalt kümmern. Doch bereits 1921 war Dorn wieder bei der Archäologie. Sein Verhältnis zur Staatssammlung in Stuttgart hatte sich offensichtlich verbessert, denn in ihrem Auftrag unternahm Dorn nun wieder Grabungen auf der Haid. In den Hohenzollerischen Landen hatte sein Ansehen ohnehin nie gelitten, und sein Verhältnis zum Landeskonservator Wilhelm Friedrich Laur war stets problemlos geblieben. In den letzten Lebensjahren beschränkten sich Dorns Grabungen auf die nähere Umgebung der Haid. Bei einer Hügelöffnung im Winter 1925 zog er sich eine Lungenentzündung zu, der er am 23. März 1925 erlag.
Zeitlich an der Grenze zur modernen archäologischen Grabungstechnik hat Johannes Dorn im ausgehenden 19. Jahrhundert eine beachtliche Karriere als praktischer Altertumsforscher bewerkstelligt. Die heimatliche Landschaft, die ihm Gelegenheit gab, seine Leidenschaft auszuleben, hat sich indessen schneller verändert, als dass der wissenschaftliche Fortschritt damit hätte Schritt halten können. Dies wird nicht zuletzt sichtbar an der Haid, deren Bedeutung als archäologische Fundregion durch die Intensivierung der Landwirtschaft innerhalb weniger Jahrzehnte marginalisiert worden ist.